# Taraxacum cygnorum
Taraxacum cygnorum là một loài thực vật có hoa trong họ Cúc. Loài này được Hand.-Mazz. miêu tả khoa học đầu tiên năm 1907.